# Mashantucket
Mashantucket es un lugar designado por el censo ubicado en el condado de New London en el estado estadounidense de Connecticut. En el año 2010 tenía una población de 299 habitantes.

## Geografía
Mashantucket se encuentra ubicado en las coordenadas 41°27′41″N 71°58′31″O / 41.46139, -71.97528.